# Valdetário Andrade Monteiro

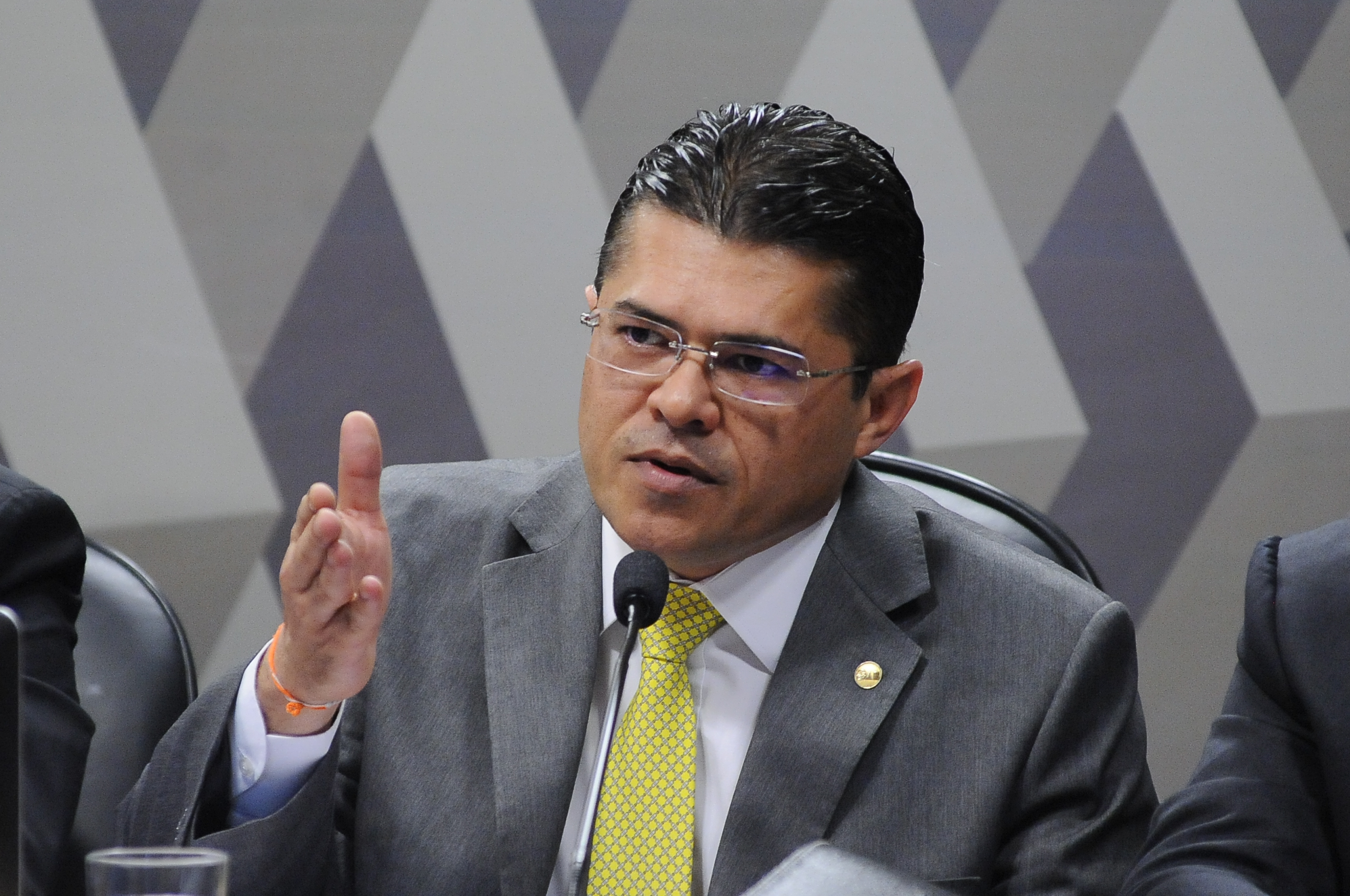
Em pronunciamento na Comissão de Constituição, Justiça e Cidadania, 17 de maio de 2017, foto Senado Federal

Valdetário Andrade Monteiro (Arneiroz, 10 de julho de 1971) é um advogado brasileiro, Atualmente compõe o Conselho Nacional de Justiça (CNJ), indicado pela Ordem dos Advogados do Brasil.

## Biografia
Graduado em Direito pela Universidade de Fortaleza (UNIFOR, 1996); especialista em Direito Empresarial pela Pontifícia Universidade Católica de São Paulo (PUC-SP, 2002); mestrando pela Universidade do Porto.
Foi conselheiro federal da OAB, representante institucional OAB no CNJ.
Presidente da OAB Ceará por dois mandatos (mandato 2010/2012 - mandato 2013/2015).

## Livros
- CNJ na perspectiva da advocacia[4] : coletânea de julgados. 1. ed. Brasilia: OAB, 2017. v. 1. 526p . ISBN 9788579660788